# Вајанае
Вајанае (енгл. Waianae) насељено је место за статистичке потребе у америчкој савезној држави Хаваји. По попису становништва из 2010. у њему је живело 13.177 становника.

## Демографија
Према попису становништва из 2010. у граду је живело 13.177 становника, што је 2.671 (25,4%) становника више него 2000. године.
| Група             | 2000.         | 2010.         |
| Белци             | 844 (8,0%)    | 912 (6,9%)    |
| Афроамериканци    | 85 (0,8%)     | 111 (0,8%)    |
| Азијати           | 2.042 (19,4%) | 1.917 (14,5%) |
| Хиспаноамериканци | 1.471 (14,0%) | 2.099 (15,9%) |
| Укупно            | 10.506        | 13.177        |